# Gonneville-Le Theil
Gonneville-Le Theil is een gemeente in het Franse departement Manche (regio Normandië). De plaats maakt deel uit van het arrondissement Cherbourg. Gonneville-Le Theil is op 1 januari 2016 ontstaan door de fusie van de gemeenten Gonneville en Le Theil. De gemeente telde 1.504 inwoners op 1 januari 2022.

## Geografie
De oppervlakte van Gonneville-Le Theil bedroeg op 1 januari 2022 29,17 vierkante kilometer; de bevolkingsdichtheid was toen 51,6 inwoners per km².

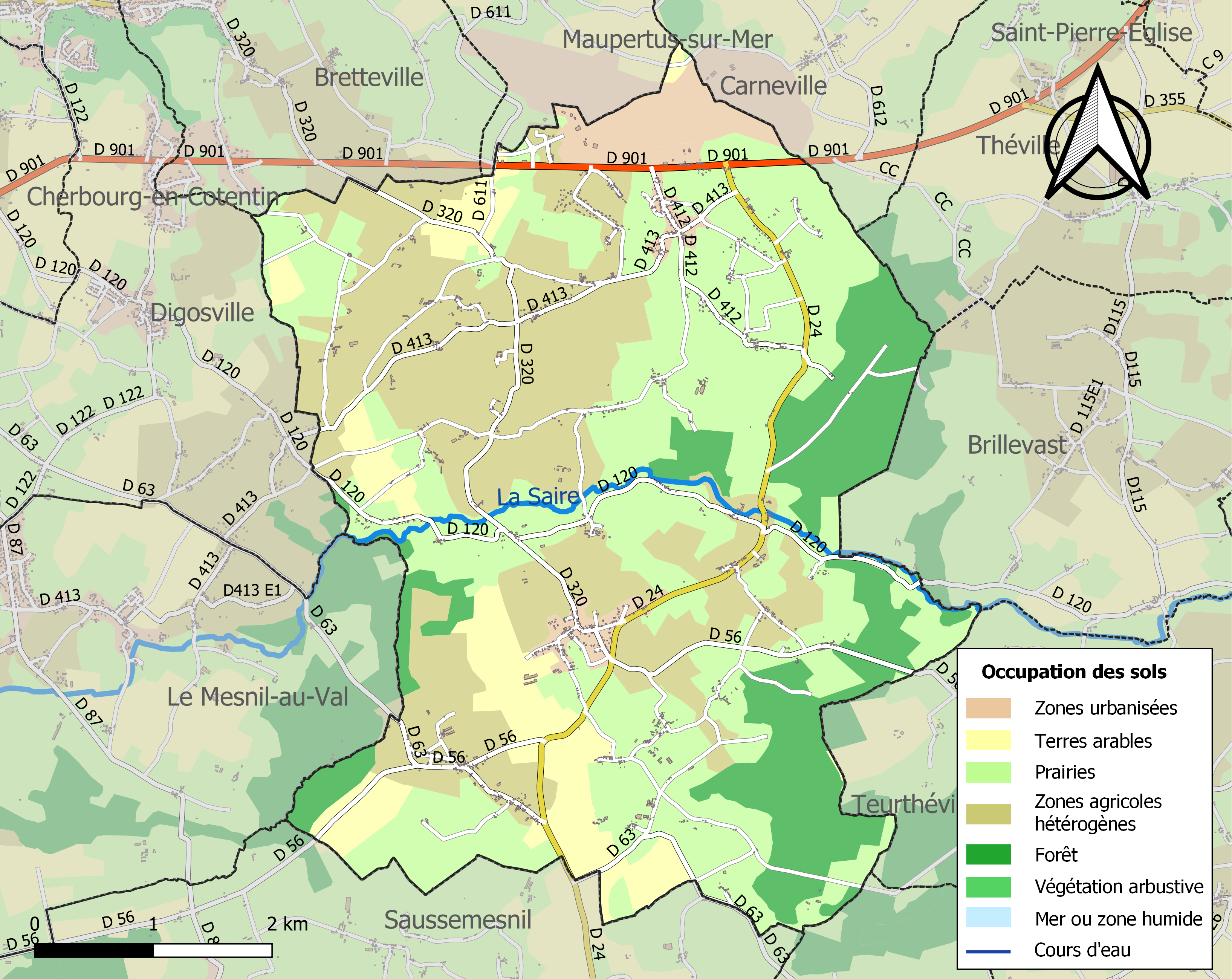
Kaart van de gemeente met de belangrijkste infrastructuur, bodemgebruik en omliggende gemeenten